# Axel Gustav Adlercreutz
Axel Gustaf Adlercreutz (né le 2 mars 1821 à Skara– mort le 20 mai 1880 à Stockholm) est un homme politique et haut fonctionnaire suédois.

## Carrière
Il est président de la cour d'appel de Göta (en), ministre au conseil d'État de Suède (en), membre du Parlement de 1847 à 1866 et de 1877 à 1880, ainsi que premier ministre de Suède de 1870 à 1874.